# Benjamin Henrichs
Benjamin Henrichs, né le 23 février 1997 à Bocholt (Allemagne), est un footballeur international allemand qui évolue au poste d'arrière latéral ou de milieu de terrain au RB Leipzig.

## Biographie
Henrichs est né en Allemagne d'un père allemand et d'une mère ghanéenne. 

### En club
Le 28 août 2018, il s'engage pour cinq saisons en faveur de l'AS Monaco. Le montant du transfert s'élève à 20 millions d'euros.
Le 8 juillet 2020, il est prêté pour une saison au RB Leipzig.
Le 12 avril 2021, le club allemand lève l'option d'achat et le joueur signe un contrat jusqu'en 2025. 
Le 17 mai 2024, il prolonge son contrat jusqu'en 2028. 

### En équipe nationale
Avec les moins de 17 ans, il participe au championnat d'Europe des moins de 17 ans 2014 qui se déroule sur l'île de Malte. Lors de cette compétition, il joue trois matchs, inscrivant un but contre la Suisse. Il officie comme capitaine de la sélection allemande lors de ce tournoi. 
Avec les moins de 19 ans, il participe au championnat d'Europe des moins de 19 ans 2016 organisé dans son pays natal. Lors de cette compétition, il joue quatre matchs. L'Allemagne se classe cinquième de ce tournoi.
Il reçoit sa première sélection en équipe d'Allemagne le 11 octobre 2016, contre l'équipe de Saint-Marin. Ce match gagné 0-8 à Serravalle rentre dans le cadre des éliminatoires du mondial 2018.
Il participe ensuite à la Coupe des confédérations 2017 organisée en Russie. Lors de cette compétition, il joue deux matchs, contre le Cameroun et le Mexique, avec pour résultat deux victoires. L'Allemagne remporte le tournoi en battant le Chili en finale. Le 16 mai 2024, il fait partie d'une liste provisoire de 27 joueurs sélectionnés par Julian Nagelsmann en vue de préparer l'Euro 2024, avant de se retrouver dans la liste définitive le 7 juin. 

## Statistiques

### En club
| Saison                | Club                  | Championnat           | Championnat | Championnat | Coupe nationale | Coupe nationale | Coupe de la Ligue | Coupe de la Ligue | Supercoupe | Supercoupe | Compétition(s) continentale(s) | Compétition(s) continentale(s) | Compétition(s) continentale(s) | Total | Total |
| Saison                | Club                  | Division              | M.          | B.          | M.              | B.              | M.                | B.                | M.         | B.         | Comp.                          | M.                             | B.                             | M.    | B.    |
| 2015-2016             | Bayer Leverkusen      | Bundesliga            | 9           | 0           | -               | -               | -                 | -                 | -          | -          | C3                             | 1                              | 0                              | 10    | 0     |
| 2016-2017             | Bayer Leverkusen      | Bundesliga            | 29          | 0           | 1               | 0               | -                 | -                 | -          | -          | C1                             | 7                              | 0                              | 37    | 0     |
| 2017-2018             | Bayer Leverkusen      | Bundesliga            | 23          | 0           | 5               | 0               | -                 | -                 | -          | -          | -                              | -                              | -                              | 28    | 0     |
| 2018-2019             | Bayer Leverkusen      | Bundesliga            | 1           | 0           | -               | -               | -                 | -                 | -          | -          | -                              | -                              | -                              | 1     | 0     |
| Sous-total            | Sous-total            | Sous-total            | 62          | 0           | 6               | 0               | -                 | -                 | -          | -          | -                              | 8                              | 0                              | 76    | 0     |
| 2018-2019             | AS Monaco             | Ligue 1               | 22          | 1           | 1               | 0               | 2                 | 0                 | -          | -          | C1                             | 4                              | 0                              | 29    | 1     |
| 2019-2020             | AS Monaco             | Ligue 1               | 13          | 0           | 1               | 0               | 1                 | 0                 | -          | -          | -                              | -                              | -                              | 15    | 0     |
| Sous-total            | Sous-total            | Sous-total            | 35          | 1           | 2               | 0               | 3                 | 0                 | -          | -          | -                              | 4                              | 0                              | 44    | 1     |
| 2020-2021             | RB Leipzig (prêt)     | Bundesliga            | 13          | 0           | 4               | 0               | -                 | -                 | -          | -          | C1                             | 3                              | 0                              | 20    | 0     |
| 2021-2022             | RB Leipzig            | Bundesliga            | 22          | 3           | 5               | 0               | -                 | -                 | -          | -          | C1+C3                          | 4+6                            | 0                              | 37    | 3     |
| 2022-2023             | RB Leipzig            | Bundesliga            | 30          | 2           | 6               | 2               | -                 | -                 | 1          | 0          | C1                             | 7                              | 0                              | 44    | 4     |
| 2023-2024             | RB Leipzig            | Bundesliga            | 33          | 1           | 2               | 0               | -                 | -                 | 1          | 0          | C1                             | 6                              | 0                              | 42    | 1     |
| 2024-2025             | RB Leipzig            | Bundesliga            | 15          | 0           | 3               | 0               | -                 | -                 | -          | -          | C1                             | 6                              | 0                              | 24    | 0     |
| Sous-total            | Sous-total            | Sous-total            | 113         | 6           | 20              | 2               | -                 | -                 | 2          | 0          | -                              | 32                             | 0                              | 167   | 8     |
| Total sur la carrière | Total sur la carrière | Total sur la carrière | 220         | 7           | 29              | 2               | 3                 | 0                 | 2          | 0          | -                              | 44                             | 0                              | 298   | 9     |

### En sélection nationale
| Saison                | Sélection             | Phases finales                | Phases finales | Phases finales | Éliminatoires | Éliminatoires | Ligue Nations | Ligue Nations | Matchs amicaux | Matchs amicaux | Total | Total |
| Saison                | Sélection             | Compétition                   | M              | B              | M             | B             | M             | B             | M              | B              | M     | B     |
| --------------------- | --------------------- | ----------------------------- | -------------- | -------------- | ------------- | ------------- | ------------- | ------------- | -------------- | -------------- | ----- | ----- |
| 2016-2017             | Allemagne             | Coupe des confédérations 2017 | 2              | 0              | 1             | 0             | -             | -             | -              | -              | 3     | 0     |
| 2020-2021             | Allemagne             | -                             | -              | -              | -             | -             | 1             | 0             | 1              | 0              | 2     | 0     |
| 2021-2022             | Allemagne             | -                             | -              | -              | -             | -             | 1             | 0             | 1              | 0              | 2     | 0     |
| 2022-2023             | Allemagne             | -                             | -              | -              | -             | -             | -             | -             | 3              | 0              | 3     | 0     |
| 2023-2024             | Allemagne             | Euro 2024                     | 1              | 0              | -             | -             | -             | -             | 5              | 0              | 6     | 0     |
| 2024-2025             | Allemagne             | -                             | -              | -              | -             | -             | 3             | 0             | -              | -              | 3     | 0     |
| Total sur la carrière | Total sur la carrière | Total sur la carrière         | 3              | 0              | 1             | 0             | 6             | 0             | 9              | 0              | 19    | 0     |

### Liste des matches internationaux
| Matches internationaux de Benjamin Henrichs | Matches internationaux de Benjamin Henrichs | Matches internationaux de Benjamin Henrichs  | Matches internationaux de Benjamin Henrichs | Matches internationaux de Benjamin Henrichs | Matches internationaux de Benjamin Henrichs | Matches internationaux de Benjamin Henrichs                       |
|                                             | Date                                        | Lieu                                         | Adversaire                                  | Résultat                                    | Compétition                                 | Notes                                                             |
| ------------------------------------------- | ------------------------------------------- | -------------------------------------------- | ------------------------------------------- | ------------------------------------------- | ------------------------------------------- | ----------------------------------------------------------------- |
| 1.                                          | 11 novembre 2016                            | Stadio Olimpico, Serravalle, Saint-Marin     | Saint-Marin                                 | 0 - 8                                       | Éliminatoires Coupe du monde 2018           | Titulaire.                                                        |
| 2.                                          | 25 juin 2017                                | Stade olympique Ficht, Sotchi, Russie        | Cameroun                                    | 3 - 1                                       | Coupe des confédérations 2017               | Entré en jeu à la place de Sebastian Rudy à la 74e minute de jeu. |
| 3.                                          | 29 juin 2017                                | Stade olympique Ficht, Sotchi, Russie        | Mexique                                     | 4 - 1                                       | Coupe des confédérations 2017               | Titulaire.                                                        |
| 4.                                          | 7 octobre 2020                              | RheinEnergieStadion, Cologne, Allemagne      | Turquie                                     | 3 - 3                                       | Match amical                                | Titulaire.                                                        |
| 5.                                          | 17 novembre 2020                            | Stade olympique de Séville, Séville, Espagne | Espagne                                     | 6 - 0                                       | Ligue des nations 2020-2021                 | Entré en jeu à la place de Timo Werner à la 77e minute de jeu.    |

## Palmarès

### En club
| RB Leipzig (3) |
| --- |
| - Coupe d'Allemagne : - Vainqueur : 2022, 2023 - Finaliste : 2021 - Supercoupe d'Allemagne : - Vainqueur : 2023 - Finaliste : 2022 |

### En équipe nationale
| Allemagne (1)                                   | Allemagne espoirs                   |
| ----------------------------------------------- | ----------------------------------- |
| - Coupe des confédérations : - Vainqueur : 2017 | - Euro espoirs : - Finaliste : 2019 |

### Distinction personnelle
- Médaille Fritz Walter d'or en 2016 (catégorie des moins de 19 ans)